# كارولين ويلسون (دبلوماسية)
كارولين ويلسون (بالإنجليزية: Caroline Wilson)‏ هي دبلوماسية بريطانية، ولدت في 12 أغسطس 1970 في ويمبلدون في المملكة المتحدة.